# Cantone di Tiwintza
Il cantone di Tiwintza è un cantone dell'Ecuador che si trova nella provincia di Morona-Santiago.
Il capoluogo del cantone è Santiago.
Il cantone fu creato il 23 ottobre 2002.